# Замошки (Гагарінський район)
Замошки (рос. Замошки) — присілок Гагарінського району Смоленської області Росії. Входить до складу Ашковського сільського поселення.